# Henri Luyten
Pour les articles homonymes, voir Luyten.
Henri Luyten (né le 1er août 1873 à Koningshooikt et mort le 28 septembre 1954 à Boechout) est un coureur cycliste belge. Actif dans les années 1890, il a été champion de Belgique sur route chez les amateurs en 1894, puis les professionnels en 1895 et 1896. Il a été vice-champion du monde de demi-fond en 1895.

## Palmarès
- 1894

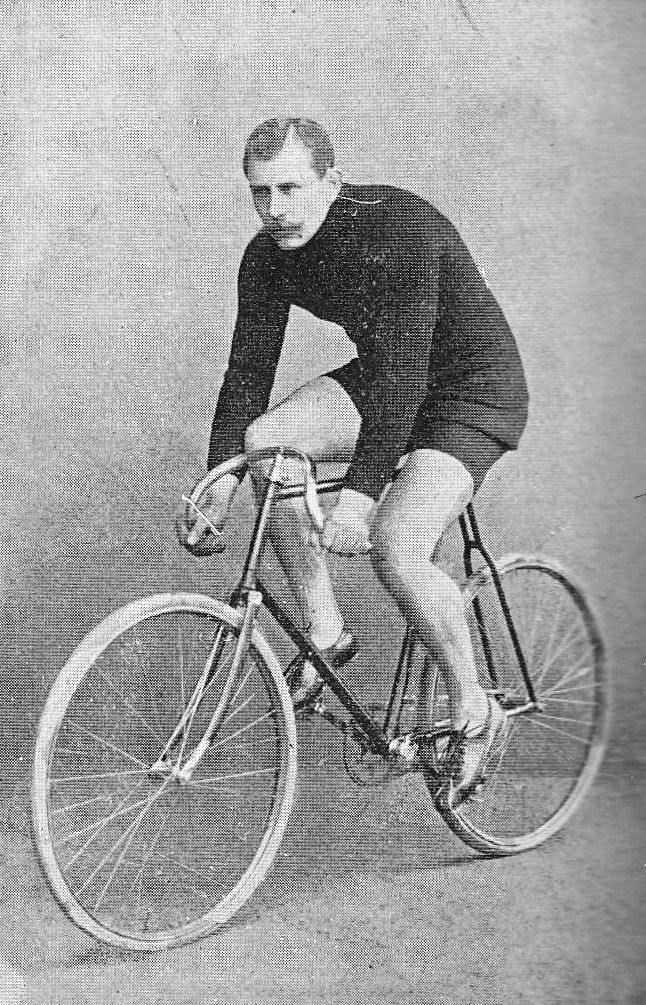
Henri Luyten en 1896

  -  Champion de Belgique sur route amateurs
- 1895
  -  Champion de Belgique sur route
  -  Champion de Belgique des 100 km sur piste
  -  Médaillé d'argent du championnat du monde de demi-fond
- 1896
  -  Champion de Belgique sur route
  -  Champion de Belgique des 100 km sur piste
  - Rotterdam-Utrecht-Rotterdam
- 1897
  -  Médaillé d'argent du championnat d'Europe de demi-fond